# Klaas Breeuwer
Klaas Jan Breeuwer (ur. 25 listopada 1901 w Zaandam, zm. 25 kwietnia 1961 w Haarlemie) – piłkarz holenderski grający na pozycji napastnika. W swojej karierze rozegrał 1 mecz w reprezentacji Holandii.

## Kariera klubowa
W swojej karierze piłkarskiej Breeuwer grał w klubach HFC Haarlem, ZVV i ZFC Zaandam.

## Kariera reprezentacyjna
W reprezentacji Holandii Breeuwer zadebiutował 8 czerwca 1924 roku w zremisowanym 1:1 meczu igrzysk olimpijskich w Paryżu ze Szwecją. Był to jego jedyny mecz w kadrze narodowej.